# Dichrogaster bischoffi
Dichrogaster bischoffi är en stekelart som först beskrevs av Otto Schmiedeknecht 1905.  Dichrogaster bischoffi ingår i släktet Dichrogaster och familjen brokparasitsteklar. Inga underarter finns listade i Catalogue of Life.